# 한진창
한진창(韓鎭昌, 1858년 1월 26일 ~ 1935년 2월 2일)은 대한제국과 일제강점기의 관료로, 본관은 청주이며 본적은 경성부 가회동이다.

## 생애
1895년 4월 1일 탁지부 참서관으로 임명되었으며 1896년 지방제도조사위원(1896년 4월 3일 ~ 8월 13일), 1897년 탁지부 회계국장(1897년 7월 17일 ~ 11월 28일), 1898년 육군 참령(1898년 7월 23일 임명), 1899년 군법기초위원(1899년 4월 5일 ~ 6월 16일), 법규교정소 위원(1899년 7월 10일 임명), 육군 부령(1899년 12월 18일), 1900년 군법 교정관(1900년 7월 23일 임명), 형법 교정관(1900년 12월 17일 임명)을 역임했다.
1904년 강원도 순찰사(1904년 9월 23일 임명), 1905년 충청남도 관찰사(1905년 12월 7일 임명), 전라북도 관찰사(1905년 12월 20일 임명), 1906년 경상북도 관찰사(1906년 9월 20일 임명), 1907년 대한제국 중추원 찬의(1907년 3월 20일 임명), 군부 협판(1907년 5월 28일 임명), 군부 차관(1907년 6월 20일 임명), 육군법원장 사무 임시서리(1907년 8월 16일 임명)를 역임했고 1907년 11월 5일 대한제국 정부로부터 훈3등 태극장을 받았다. 이후 1909년에는 예비역이 되었다. 한일 병합 조약 체결 이후인 1910년 11월 직조공장을 설립했다.
1927년 6월 3일부터 1935년 2월 2일 사망할 때까지 조선총독부 중추원 참의를 역임했으며 1927년 10월 1일 정5위, 1934년 12월 15일 종4위에 각각 서위되었다. 1928년 11월 16일 일본 정부로부터 쇼와대례기념장을 받았다. 친일파 708인 명단의 중추원 부문, 민족문제연구소의 친일인명사전 수록자 명단의 중추원 부문, 친일반민족행위진상규명위원회가 발표한 친일반민족행위 705인 명단에 포함되었다.

## 가족 관계
- 할아버지 : 한익상(韓益相)
- 할머니 : 해주 오씨
- 할머니 : 단양 우씨
- 아버지 : 한치원(韓致元, 1821년 ~ 1881년, 호는 동랑[冬郎])
- 어머니 : 전주 이씨(1818년 ~ 1897년)
  - 누이 : 청주한씨
  - 매부 : 김헌영
  - 누이 : 한진숙(韓鎭淑)
  - 매부 : 윤영렬
    - 외조카 : 윤치오
      - 진외종손 : 윤일선
      - 진외종손 : 윤명선

    - 외조카 : 윤치소, 제4대 대통령 윤보선의 아버지
      - 진외종손 : 윤보선
      - 진외종손 : 윤원선

    - 외조카 : 윤치성
    - 외조카 : 윤치병
    - 외조카 : 윤치명
    - 외조카 : 윤치영
    - 외조카 : 이름 미상, 어려서 요절
    - 외조카딸 : 윤활란
    - 외조카딸 : 윤노덕

  - 누이 : 청주 한씨
  - 매부 : 윤제보에게 출가
  - 부인 : 의령 남씨(宜寧南氏), 남정보(南廷輔)의 딸
    - 장남 : 한규원(韓圭源)
      - 손자 : 한기동(韓起東)
      - 손자 : 한유동(韓維東)

  - 딸 : 청주 한씨
  - 사위 : 이원황

## 참고자료
- 친일반민족행위진상규명위원회 (2009). 〈한진창〉. 《친일반민족행위진상규명 보고서 Ⅳ-19》. 서울. 53~58쪽.